# Liste des députés de la Ire législature de la monarchie de Juillet

Cette liste recense les personnes qui ont assuré un mandat de député au cours de la Ire législature de la monarchie de Juillet.
- Haut – A
- B
- C
- D
- E
- F
- G
- H
- I
- J
- K
- L
- M
- N
- O
- P
- Q
- R
- S
- T
- U
- V
- W
- X
- Y
- Z

## E
- Paul, Marin, Victor Enouf
- Marie, Joseph, Henri, Léonce d'Escayrac de Lauture
- René Eschassériaux
- Louis Estancelin
- Alexandre, César, Louis d'Estourmel
- Charles, Guillaume Etienne

## I
- François-André Isambert

## K
- Auguste Hilarion de Kératry
- Joseph François Marie de Kermarec
- Joseph François Marie Kermorial
- Nicolas Koechlin

## O
- Émile Oberkampf
- Antoine Odier
- Joseph Dagobert Olivier
- Jacques Henri Éléonor d'Ounous d'Andurand

## Q
- Amable Gilles Anne de Quélen

## U
- Jacques, Olivier, Marie Urvoy de Saint-Bedan

## W
- Louis, Gonzague, François, Dominique, Léopold Wangen de Géroldseck
- Jean-François, Louis Warein